# Trelleborg HBK
Trelleborg Handbollsklubb (Trelleborg HBK) är en handbollsförening från Trelleborgs kommun, bildad den 18 september 2010 i samband med att IFK Trelleborg Handboll upplöstes. Klubbens första säsong på seniornivå tillbringade man i Allsvenskan säsongen 2011/2012, sedan klassiska Stavstens IF valt att ansluta sig till föreningen, vilket medförde att HBK tog över Stavstens serietillhörighet. Klubbens första år blev dock av det tyngre slaget och idag återfinns såväl herr- som damlaget i Division 2.
Klubbens färger är svart och guld och hemmamatcherna spelas i Söderslättshallen.

## Historia
Handbollen blomstrade i Trelleborg under en kortare period när IFK Trelleborg år 2006 avancerade till Elitserien och Stavstens IF 2008 tog steget upp till Allsvenskan, trots att man så sent som ett år tidigare spelade i Division 2. Verkligheten kom dock ikapp de båda klubbarna, som runt 2010 båda drogs med dåliga ekonomier. Sommaren 2010 drabbades IFK Trelleborg av en spelarstrejk på grund av uteblivna löner. Idén att slå ihop de två föreningarna föddes under denna period, men verkställdes aldrig. IFK Trelleborg valde att dra sig ur Allsvenskan säsongen 2010/2011 och Stavsten stannade kvar i serien säsongen ut, vilket man gjorde med besked. Säsongen gick så pass väl för Stavsten att man avslutade året med ett kval till Elitserien, men något avancemang uppåt blev det inte. I samband med att säsongen nådde sitt slut valde Stavstens IF att upphöra och klubbens serietillhörighet togs då över av Trelleborg HBK, som då hade hunnit fylla ett år.
2015 återfinns klubben i Division 2 sedan man åkt ur såväl Allsvenskan som Division 1.
Trelleborg HBK:s damlag spelar, liksom herrarna, i Division 2.